# Павлівка (Васильківська селищна громада)
Па́влівка (давня назва — Наковальщина) — село у Синельниківському районі Дніпропетровської області. Входить до складу Васильківської селищної громади. Населення становить 952  осіб на 2022 рік. Колишній орган місцевого самоврядування - Павлівська сільська рада.

## Географія

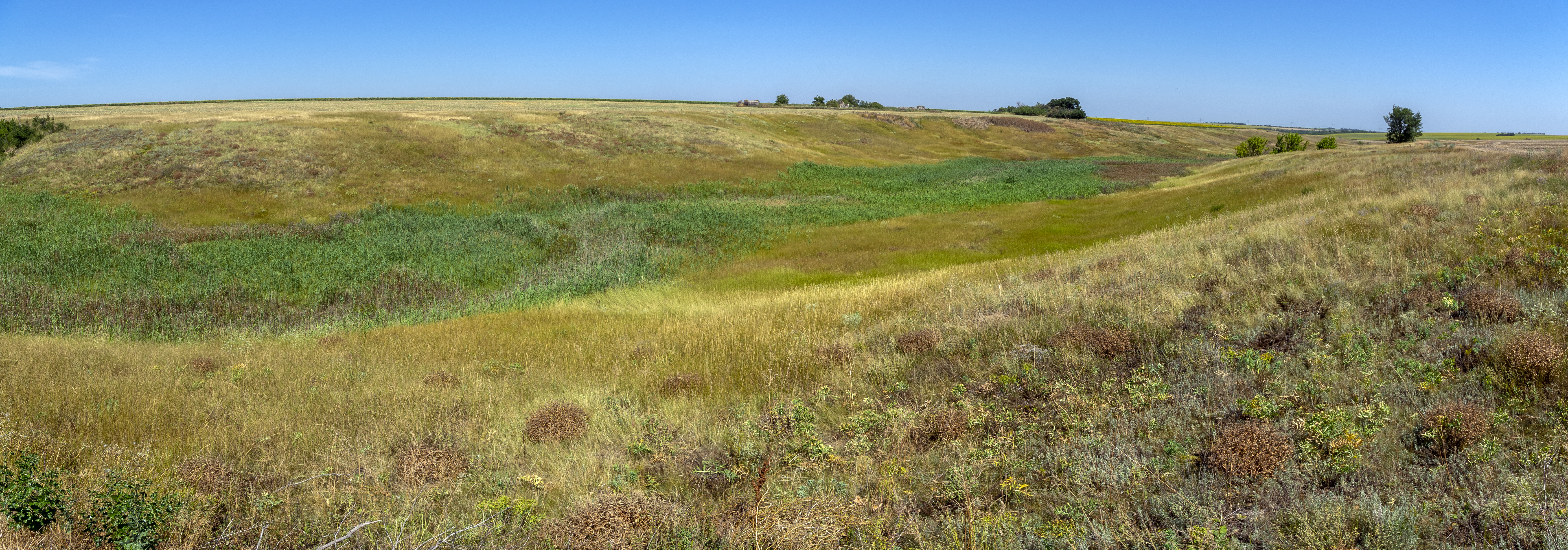
Новогригорівський заказник біля села

Село Павлівка розташоване в центрі Синельниківського району на річці на лівому березі річки Верхня Терса, яка через 4 км впадає в річку Вовча. На півдні межує з селом Перевальське, на сході з селом Вовчанське, на півночі з селом Шев'якине та на північному заході з селом Червона Долина. Через село проходить автомобільна дорога Т 0408.

## Історія
Це старе козацьке село яке називалось Наковальщина.
Перші відомості про Павлівку в історичних документах відносяться до 1806 року. В 1918 — 1919 роках в селі проти австро-німецьких військ  вів боротьбу партизанський загін, який очолювали І. М. Огіль та Г. І. Соколовський. З жовтня 1941 року і по березень 1942 року тут діяла підпільна партизанська група, що входила до Васильківського партизанського загону.
12 червня 2020 року, відповідно до розпорядження Кабінету Міністрів України № 709-р від «Про визначення адміністративних центрів та затвердження територій територіальних громад Дніпропетровської області», увійшло до складу Васильківської селищної громади.
19 липня 2020 року, в результаті адміністративно-територіальної реформи і ліквідації Васильківського району, село увійшло до складу новоутвореного Синельниківського району.

## Населення

### Мова
Розподіл населення за рідною мовою за даними перепису 2001 року:
| Мова            | Кількість | Відсоток |
| --------------- | --------- | -------- |
| українська      | 1229      | 96.02%   |
| російська       | 38        | 2.96%    |
| вірменська      | 6         | 0.47%    |
| білоруська      | 5         | 0.39%    |
| угорська        | 1         | 0.08%    |
| інші/не вказали | 1         | 0.08%    |
| Усього          | 1280      | 100%     |

## Результати виборів до Українських Установчих Зборів 13-15 січня 1918 року[4]
Усього виборців – 1249
Проголосувало – 1001
Список № 3 Земля і воля – 4
Список № 5 Селянської Спілки – 685
Список № 6 землевласників – 2
Список № 7 Поалей-Ціон – 2
Список № 9 більшовики – 291
Список № 15 УСДРП – 10
Список № 16 партії народної свободи - 1

## Визначні пам'ятки
Біля шляху, що проходить через село, стоять дві кам'яні баби — пам'ятки XI—XII століть, виготовлені з вапняку кочівниками-половцями.

## Відомі люди
Вихідцем з Павлівки є Герой Радянського Союзу Ф. І. Гаркуша, удостоєний цього звання за форсування Дніпра під час Другої Світової Війни. 

## Господарство і побут
У Павлівці діють три фермерських господарства, комунальне підприємство "Благоустрій".
Село газифіковане.
Також є загальносвітня школа, дитячий комбінат, бібліотека, будинок культури, амбулаторія загальної практики-сімейної медицини.
Селом проходить автошлях Т 0408 Павлоград - Васильківка - Новомиколаївка - Оріхів - Токмак.